# Liste des partis politiques au Kirghizistan
Les partis politiques au Kirghizistan ont maintenant beaucoup plus de liberté et de pouvoir politique depuis la Révolution des Tulipes, puis la Révolution kirghize de 2010. Sous la présidence de Akaïev, les partis d’opposition étaient autorisés, mais n’avaient aucune chance de remporter le pouvoir. La Révolution des Tulipes en 2005 avaient introduit un authentique système multipartisme au Kirghizistan. La dérive autoritaire du président Kourmanbek Bakiev et l’emprisonnement de membres de l’opposition a par la suite déclenché une nouvelle révolte populaire en 2010, et le pays est dirigé par Roza Otounbaïeva, nouvelle premier ministre d’un gouvernement provisoire.

## Principaux partis
- Ak Jol, soutenait le président nationaliste déchu Kourmanbek Bakiev jusqu’en 2010, et possède 71 sièges sur 90 au parlement.
- Parti social-démocrate du Kirghizistan, dirigé par Bakyt Beshimov possède 11 sièges au parlement.
- Parti des Communistes du Kirghizistan, dirigé par Nikolai Bailo, qui possède 8 sièges au parlement. Le parti publie notamment la revue Pravda Kyrgyzstana, et il regroupe des nostalgiques de l’époque soviétique.